# Santa Maria La Nova
Santa Maria La Nova è una frazione di Campagna in provincia di Salerno. Ha una popolazione di 440 abitanti secondo il censimento del 2001.

## Geografia fisica
Posta alle pendici del Monte Ripalta lungo la SP 233 a 255 m, confina a ovest con la località Sant'Andrea del comune di Eboli (da cui è separata dal torrente Ausella), a est dalla località Sant'Angelo e a sud dalla località Ponte Barbieri.

## Storia
Prende nome dall'omonima abbazia ivi presente. Secondo storici locali, sorto nel 500 come Casale San Silvestro, quale luogo di origine di sant'Antonino abate. Acquisisce successivamente l'attuale denominazione vista l'importanza dell'abbazia.
Come si evince da documenti storici del 1164, la località, in epoca longobarda, era attraversata dalla strada campanina, collegamento fra Eboli e Campagna, e presentava il castello de Pancia con la chiesa di Sant'Agata, entrambi già ruderi. In località Calli, nel XIII secolo sorse la chiesa di Santa Maria de Strata e nel XIV secolo divenne monastero benedettino. Per motivi imprecisati, nel secolo successivo venne totalmente abbandonato e oggi non rimangono neppure i ruderi. In una grotta del monte Sant'Eramo-Ripalta, era stato costruito l'eremo di San Giacomo degli Eremiti (documentato nel 1192). A seguito di una disputa interna ai monaci, alcuni lasciarono il cenobio e fondarono, sempre in località Calli, nel 1220, l'attuale chiesa di Santa Maria La Nova (definita Nova per distinguerla dall'omonima non molto distante). L'attuale abitato si è formato intorno ad essa; urbanisticamente, anche a seguito del terremoto dell'Irpinia del 1980 si è sviluppato tanto da unirsi alla contrada Santa Lucia (nella toponomastica ora è una strada) e alla località Sant'Andrea del comune di Eboli.
Vi soggiornò san Francesco di Paola il 24 febbraio 1483, ospite dell'abate commendatario Luigi Guerriero, durante il suo storico viaggio per la Francia per non fare più ritorno nel regno di Napoli..

## Monumenti e luoghi d'interesse
- Ex abbazia benedettina di Santa Maria La Nova. Fondata come chiesa nel 1220 dal monaco benedettino Pellegrino. Tra il 1241 e il 1249 fu eretta in abbazia benedettina. Il complesso conventuale attuale è composto da un chiostro d'ingresso (XIII secolo), la chiesa (XVIII secolo), un chiostro piccolo (XVI secolo), un vano scale (XVI secolo) e il refettorio con celle[3]. Secondo storici locali, vi studiò Antonino abate ma probabilmente, compì i suoi studi nella vicina Santa Maria de Strata o detta di Furano in quanto più antica.
- Eremo di Sant'Erasmo e San Giacomo degli eremiti. Chiesa-monastero benedettino, ormai rudere, posto in una grotta a 720 m di altitudine, sul versante orientale del monte Ripalta nei pressi del vallone Palmentara. Documentato a partire dal 1192.

## Economia
La principale risorsa è la coltivazione e la produzione dell'olio di oliva Colline Salernitane (DOP).

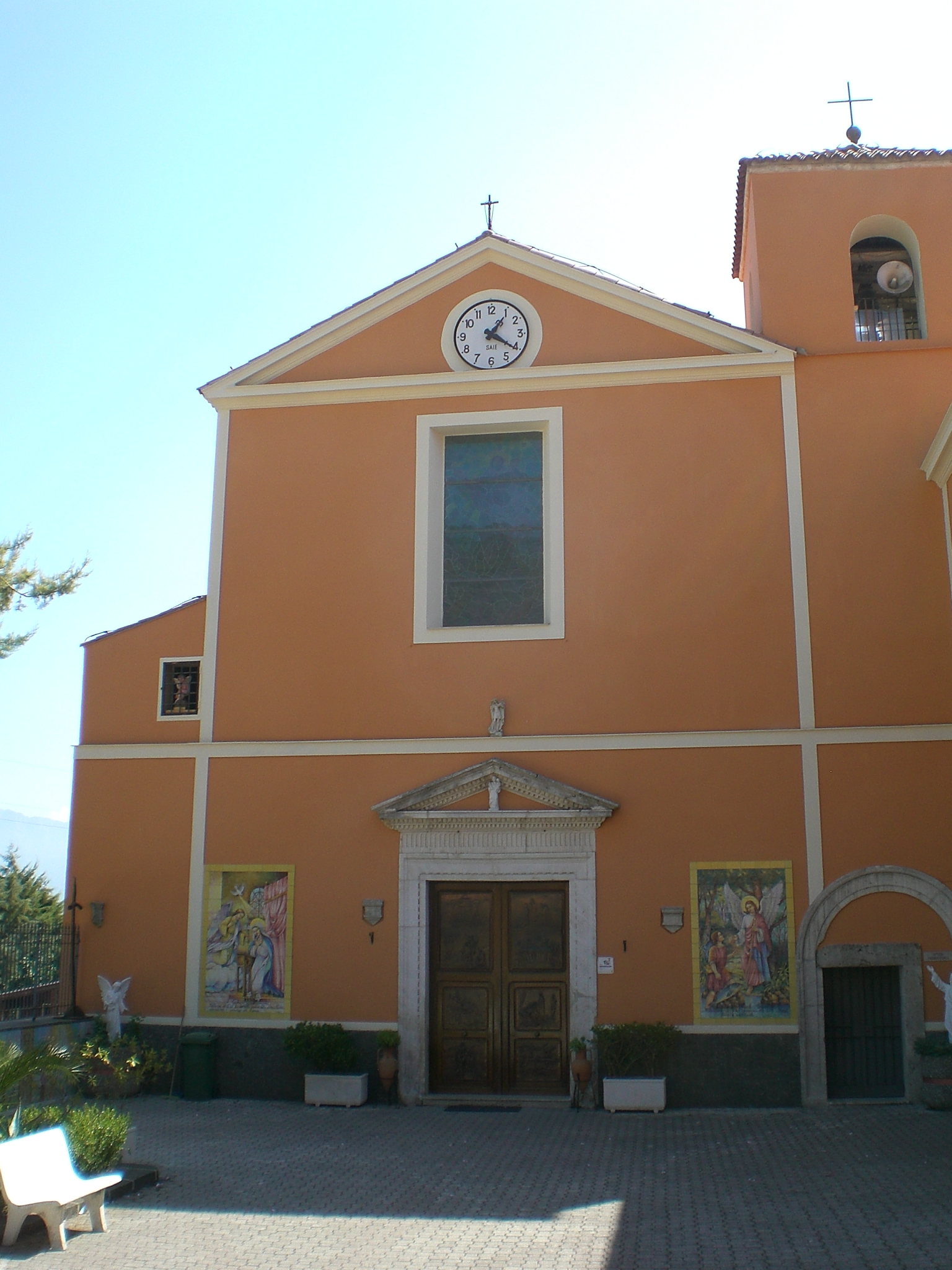
Facciata dell'ex abbazia benedettina di Santa Maria La Nova in Calli